# Green River (dopływ Kolorado)
Green River – rzeka w amerykańskich stanach Utah, Kolorado i Wyoming. Źródła rzeki biorą swój początek po zachodniej stronie amerykańskiego wododziału w górach Skalistych, w paśmie Wind River. Uchodzi do rzeki Kolorado, której jest głównym dopływem. Teren o powierzchni blisko 1360 km², pomiędzy łączącymi się rzekami Kolorado i Green River jest obszarem chronionym, na którym utworzono Park Narodowy Canyonlands.